# Princes Street
Princes Street – jedna z głównych ulic handlowych w stolicy Szkocji, Edynburgu.
Princes Street jest najdalej na południe wysunięta ulicą Nowego miasta, rozciąga się na długości 1,5 km od Lothian Road do Leith Street.
Wjazd dla samochodów osobowych jest ograniczony, w przeciwieństwie do pojazdów komunikacji miejskiej, które mają tu pierwszeństwo. Ulica nie posiada praktycznie południowej pierzei, z powodu przylegających do niej ogrodów Princes Street Gardens, dzięki temu rozciąga się stąd widok na stare miasto oraz zamek.